# Villa Rendena
Villa Rendena är en ort och frazione i kommunen Porte di Rendena i provinsen Trento i regionen Trentino-Sydtyrolen i Italien. 
Villa Rendena upphörde som kommun den 1 januari 2016 och bildade med de tidigare kommunerna Darè och Vigo Rendena den nya kommunen Porte di Rendena. Den tidigare kommunen hade 51 002 invånare (2015).